# Tenghilan
Tenghilan est une ville de Malaisie qui se trouve dans l'État du Sabah. En 2010 sa population était de 203 habitants.